# 涅費季夫齊
48°41′46″N 26°55′8″E / 48.69611°N 26.91889°E
涅費季夫齊（烏克蘭語：Нефедівці），是烏克蘭的村落，位於該國西部赫梅利尼茨基州，由卡緬涅茨-波多利斯基區負責管轄，始建於1460年，面積2.19平方公里，2001年人口634。